# Avarské Kojsu
Avarské Kojsu (rusky Аварское Койсу) na horním toku Džurmut (rusky Джурмут) je řeka v Dagestánu v Rusku. Je 178 km dlouhá. Povodí má rozlohu 7660 km².

## Průběh toku
Pramení na svahu hory Guton. Protéká v úzké dolině, která má charakter kaňonu podél horského hřbetu Nukatl. Je zdrojnicí řeky Sulak (povodí Kaspického moře).

### Přítoky
Hlavním přítokem zprava je Karakojsu.

## Vodní stav
Zdrojem vody je převážně voda z tajícího sněhu. Průměrný roční průtok vody činí 95 m³/s. Voda je velmi kalná.

## Využití
Je splavná pro vodáky. Využívá se na zavlažování.